# 시게마쓰 요시노리
시게마쓰 요시노리(일본어: 重松 良典, 1930년 4월 2일 ~ 2018년)는 일본의 전 축구 선수이다.

## 국가대표팀 경력
그는 1958년 아시안 게임에 참가할 일본 국가대표팀에 발탁되었으며, 5월 28일 홍콩와의 경기에서 데뷔했다.

## 통계
| 일본 | 일본 | 일본 |
| 연도 | 출전 | 득점 |
| ---- | ---- | ---- |
| 1958 | 1    | 0    |
| 통산 | 1    | 0    |